# فالي دي فالديلوشيو
بلدية فالي دي فالديلوشيو (بالإسبانية: Valle de Valdelucio)‏, هي إحدى بلديات مقاطعة برغش, التي تقع في منطقة قشتالة وليون, والتي تقع في شمال غرب إسبانيا.
يبلغ عدد سكانها 354 نسمة وفقاً لإحصائية سنة (2002).